# Questions
Questions ist der Name einer im Jahr 2000 gegründete Hardcore-Band aus dem brasilianischen São Paulo.

## Geschichte
Questions wurden im Februar 2000 in São Paulo gegründet. 2001 erstellte die Band mit Unterstützung der Medienproduktionsfirma Toro Production, deren Inhaber Gitarrist Menna ist, einen einstündigen Dokumentarfilms über die Hardcoreszene ihrer Heimatstadt und war mit drei Stücken auf dem Soundtrack des Films vertreten. Nach Veröffentlichung des ersten Albums Resista! wurden 2004 Bassist und Schlagzeuger ausgetauscht. Beim 2007 erschienenen Nachfolgealbum Fight for What You Believe setzte die Band auf Kooperationen mit der brasilianischen Metalszene; Silvio Golfetti von Korzus spielte auf einem Lied Gitarre, Igor Cavalera auf einem anderen Lied Schlagzeug. Für das 2007 erschienene Album Rise Up stieß im Rahmen eines weiteren Besetzungswechsels der heutige Bassist Hélio Suzuki zur Band, außerdem wurde versuchsweise ein zweiter Gitarrist beschäftigt. Ebenfalls 2007 absolvierte die Band eine Europatournee mit 42 Konzerten in 18 Staaten. 2013 und 2015 spielten Questions auf dem Ieperfest. Auf der 2013 veröffentlichten EP Out of Society arbeitete die Band wieder mit Gastmusikern zusammen, so mit Andrew Kline von Strife und Nick Jett von Terror; auf dem 2015 veröffentlichten Album Pushed out ... of Society wirkten der ehemalige Agnostic-Front-Gitarrist Matt Henderson sowie erneut Igor Calavalera mit. 2017 spielten Questions erneut eine Europatournee und traten dabei auf diversen Festivals auf.

## Stil und Rezeption
Questions spielen Hardcore mit starken Metal-Einflüssen, wie er im New York Hardcore üblich ist. Auffällig ist ein hoher Anteil an Elementen des Thrash Metal. Textlich treten Questions unter anderem gegen Rassismus und Homophobie ein. Das deutschsprachige Magazin AllSchools attestierte dem Debütalbum Resista!, dass es nach den frühen Biohazard klinge und alles beinhalte, „was an Hardcore derzeit noch attraktiv“ sei. Die Musik des Albums sei „echter und schweißtriefender Hardcore der vergangenen Dekade“. Das Ox-Fanzine bezeichnete im Rahmen einer Rezension des Albums Pushed out ... of Society die Musik der Band als „Hardcore der alten Schule“ ohne Fokus auf Mosh-Parts und zog Vergleiche zu Madball. Das Magazin kritisierte den Dialekt von Sänger Andrade sowie eine schwache Produktion des Albums.

## Diskografie
- 2001: Strength (EP, Fuerza Records)
- 2004: Resista! (Album, 53HC Records)
- 2007: Fight for What You Believe (Album, Liberation)
- 2009: Rise Up (Album, Seven Eight Life)
- 2011: Life Is a Fight (Album, Seven Eight Life)
- 2013: Out of Society (EP, Seven Eight Life)
- 2015: Pushed out ... of Society (Album, Toanol Records (Europa), Seven Eight Life (Amerika))
- 2017: We're Not Alone (DVD, Seven Eight Life)
- 2019: Libertatem! (Album, Resista Records (Brasilien), Toanol Records und Underdogs Records (Europa))
- 2025: Todxs (Album, verschiedene Labels)